# Райли, Джаннин
Джаннин Брук Райли (англ. Jeannine Brooke Riley; род. 1 октября 1940, Фресно, Калифорния, США) — американская актриса.

## Биография
Джаннин Брук Райли родилась родилась 1 октября 1940 года в городе Фресно, штат Калифорния. Некоторое время спустя семья переехала в Мадеру. Джаннин два года изучала актёрское мастерство в Pasadena Playhouse.

## Карьера
В ранние годы своей карьеры Райли нередко выступала на телевидении.
Она появилась в гостевой роли в многочисленных телесериалах и нескольких художественных фильмах, таких как «The Big Mouth» (1967), «Fever Heat» (1968), «The Comic» (1969) и «Парни в синей форме» (1973).
У Райли была постоянная роль в комедийном сериале «Hee Haw», выходившем в 1969—1971 годах.
В 2020 году Райли выпустила книгу «The Bolder Woman: It's About Time», которую она написала, чтобы донести до женщин то, что они могут осуществлять свои мечты вне зависимости от того, сколько им лет.